# Mörtevatten (Ucklums socken, Bohuslän, 644140-127682)
Mörtevatten är en sjö i Stenungsunds kommun i Bohuslän och ingår i Göta älv-Bäveåns kustområde. Sjön är 6,2 meter djup, har en yta på 0,028 kvadratkilometer och befinner sig 130 meter över havet.